# 𨭆的同位素
 𨭆 （釒黑）沒有穩定的同位素。其中最穩定的同位素是271
Hs
，半衰期有46秒。

## 圖表
| 符號   | Z             | N             | 同位素質量（u） | 半衰期             | 衰變 方式 | 衰變 產物 | 原子核 自旋 |
| 符號   | 激發能量      | 激發能量      | 激發能量        | 半衰期             | 衰變 方式 | 衰變 產物 | 原子核 自旋 |
| ------ | ------------- | ------------- | --------------- | ------------------ | --------- | --------- | ----------- |
| 263Hs  | 108           | 155           | 263.12856(37)#  | 760(40) µs         | α         | 259Sg     | 7/2+#       |
| 263mHs | 320(70) keV   | 320(70) keV   | 320(70) keV     | 760(40) µs         |           |           |             |
| 264Hs  | 108           | 156           | 264.12836(3)    | 540(300) µs        | α (50%)   | 260Sg     | 0+          |
| 264Hs  | 108           | 156           | 264.12836(3)    | 540(300) µs        | SF（50%） | (various) | 0+          |
| 265Hs  | 108           | 157           | 265.129793(26)  | 1.96(0.16) ms      | α         | 261Sg     | 9/2+#       |
| 265mHs | 300(70) keV   | 300(70) keV   | 300(70) keV     | 360(150) µs        | α         | 261Sg     | 3/2+#       |
| 266Hs  | 108           | 158           | 266.13005(4)    | 3.02(0.54) ms      | α (68%)   | 262Sg     | 0+          |
| 266Hs  | 108           | 158           | 266.13005(4)    | 3.02(0.54) ms      | SF（32%） | (various) | 0+          |
| 266mHs | 1100(70) keV  | 1100(70) keV  | 1100(70) keV    | 280(220) ms        | α         | 262Sg     | 9-#         |
| 267Hs  | 108           | 159           | 267.13167(10)#  | 55(11) ms          | α         | 263Sg     | 5/2+#       |
| 267mHs | 39(24) keV    | 39(24) keV    | 39(24) keV      | 990(90) µs         | α         | 263Sg     |             |
| 268Hs  | 108           | 160           | 268.13187(30)#  | 1.42(1.13) s       | α         | 264Sg     | 0+          |
| 269Hs  | 108           | 161           | 269.13375(13)#  | 13+10 −4 s         | α         | 265Sg     | 9/2+#       |
| 270Hs  | 108           | 162           | 270.13429(27)#  | 7.6+4.9 −2.2 s     | α         | 266Sg     | 0+          |
| 271Hs  | 108           | 163           | 271.13717(32)#  | 46+56 −16 s        | α         | 267Sg     |             |
| 272Hs  | 108           | 164           | 272.13850(55)#  | 0.16+0.19 −0.06 ms | α         | 268Sg     | 0+          |
| 273Hs  | 108           | 165           | 273.14168(40)#  | 510+300 −140 ms    | α         | 269Sg     | 3/2+#       |
| 275Hs  | 108           | 167           | 275.14667(63)#  | 290(150) ms        | α         | 271Sg     |             |
| 277Hs  | 108           | 169           | 277.15190(58)#  | 18+25 −7 ms        | SF        | (various) | 3/2+#       |
| 277mHs | 100(100) keV# | 100(100) keV# | 100(100) keV#   | 130(100) s         | SF        | (various) |             |

1. 1 2 3  畫上#號的數據代表沒有經過實驗的証明，僅為理論推測。
2. 1 2 3  用括號括起來的數據代表不確定性。
3. ↑  未被直接合成，而是以270Ds的衰变产物发现
4. 1 2  未确认的同核异构体
5. ↑  未被直接合成，而是以276Ds的衰变产物发现
6. ↑  未被直接合成，而是以285Fl的衰变产物发现
7. ↑  未被直接合成，而是以287Fl的衰变产物发现
8. 1 2  未被直接合成，而是以289Fl的衰变产物发现

| ←          | 同位素列表 | →          |
| 𨨏的同位素 | 𨭆的同位素 | 䥑的同位素 |

## 同位素及核性质

### 核合成

#### 冷核聚變
136Xe(136Xe,xn)272−xHs
未來重要的實驗將會包括通過該對稱反應利用裂變碎片合成𨭆同位素。這條反應曾於2007在杜布納進行，但未探測到任何原子，截面限制為1 pb。一經證實，這種對稱聚變反應就應該算是熱核聚變，而非一開始認為的冷核聚變。這意味著，該反應用於合成超重元素的實際用途具有限制。
198Pt(70Zn,xn)268−xHs
該反應於2002年5月在重離子研究所進行。不過，由於鋅-70粒子束的失敗，實驗被中斷了。
208Pb(58Fe,xn)266−xHs (x=1,2)
1978年位於杜布納的團隊首次報告了該反應。在1984年的一次實驗中，他們利用滾筒技術探測到了來自260Sg的一次自發裂變行為，而264Hs是其母同位素。同年進行的重復實驗中，他們用化學辨識衰變產物，從而證明了元素108的成功合成。所探測到的有253Es和253Fm的α衰變，這些都是265Hs的衰變產物。
在1984年正式發現𨭆元素的實驗中，重離子研究所的團隊使用了α衰變相關法，並辨認出3顆265Hs原子。在1993年改進設施之後，團隊在1994年重復進行了實驗，並在測量1n中子蒸發通道的部分激發函數時，探測到75個265Hs原子和2個264Hs原子。在1997年進行的另一次實驗中，測量到的1n通道的最大值為69 pb，另探測到20個原子。
理化學研究所於2002年的重復實驗成功製造出10個原子，而國家大型重離子加速器於2003年製造出7個原子。
理化學院究所的團隊於2008年再次研究該反應，以對264Hs作出首次的光譜分析。他們另又發現29個265Hs原子。
207Pb(58Fe,xn)265−xHs (x=1)
1984年在杜布納進行的實驗首次使用Pb-207目標。團隊探測到與使用Pb-208時的實驗相同的自發裂變，來自同位素260Sg，264Hs的子同位素。位於重離子研究所的團隊首次於1986年研究這條反應，並使用α衰變相關法發現了單個264Hs原子，截面為3.2 pb。反應在1994年重復進行，同時探測到α衰變和自發裂變264Hs。
理化學研究所在2008年研究了該反應，以進行首次對264Hs的光譜分析。該團隊探測到11個原子。
208Pb(56Fe,xn)264−xHs (x=1)
勞倫斯伯克利國家實驗室的團隊在2008年首次研究該反應，並製造及辨認出6個新發現的263Hs同位素原子。數月之後，理化學研究所的團隊也發佈了他們對同一條反應的研究結果。
206Pb(58Fe,xn)264−xHs (x=1)
理化學研究所的團隊在2008年首次研究了該反應，並識別出8個新發現的263Hs同位素原子。
209Bi(55Mn,xn)264−xHs
最初對𨭆原子核的合成實驗使用的就是這條反應，由杜布納的一支團隊在1983年進行。他們使用滾筒技術，探測到來自255Rf的自發裂變，而該同位素是263Hs的衰變產物。1984年重復進行的實驗得到同樣的結果。1983年的另一次實驗當中，他們通過化學辨識衰變產物，從而支持𨭆的合成結果。探測到的有鐨同位素的α衰變，該鐨同位素是262Hs的衰變產物。這條反應之後一直沒有進行嘗試，因此262Hs的存在至今仍未證實。

#### 熱核聚變
226Ra(48Ca,xn)274−xHs (x=4)
位於Flerov核反應實驗室由Yuri Oganessian領導的團隊聲稱在1978年曾研究過這條反應，但實驗結果沒有發佈在任何文獻當中。該反應於2008年6月在同一實驗室重復進行，結果探測到4個270Hs同位素原子，產量為9 pb。該同位素的衰變數據得到証實後，發現α能量稍微更高。2009年1月，團隊重復進行實驗，再探測到2個270Hs原子。
232Th(40Ar,xn)272−xHs
這條反應首次再1987年於杜布納進行。探測方式為自發裂變，但並未發現任何成功地反應，截面限制為2 pb。
238U(36S,xn)274−xHs (x=4)
該反應使用罕見且昂貴的36S同位素，於2008年4月至5月在重離子研究所進行。初步結果顯示，實驗探測到1個270Hs原子，產量為0.8 pb。數據証實了270Hs和266Sg的衰變特性。
238U(34S,xn)272−xHs (x=4,5)
1994年3月，位於杜布納由Yuri Lazerev領導的團隊宣佈在5n中子蒸發通道探測到3個267Hs原子。在重離子研究所的團隊在同時研究鐽的時候証實了𨭆同位素的衰變特性。
這項實驗於2009年1月至2月在重離子研究所進行，用以發現新同位素268Hs。由Nishio教授領導的團隊探測到1個268Hs和1個267Hs原子。新發現的同位素經過α衰變後形成已知的264Sg同位素。
248Cm(26Mg,xn)274−xHs (x=3,4,5)
重離子研究所與保羅謝爾研究所的合作團隊研究了鋦-248和鎂-26離子之間的反應。在2001年5月到2005年8月期間，團隊研究了產生269Hs、270Hs及271Hs的3n、4n及5n中子蒸發通道的激發函數。2006年12月，慕尼黑工業大學的科學團隊發佈了合成270Hs同位素的重要結果。報告指出，該同位素經α衰變，能量為8.83 MeV，預計半衰期約為22秒，形成266Sg。
248Cm(25Mg,xn)273−xHs
這條新的反應在2006年7月至8月由重離子研究所用於合成新的同位素268Hs。從中子蒸發通道未能探測到任何原子，計算的界面限制為1 pb。
249Cf(22Ne,xn)271−xHs
杜布納的團隊在1983年研究了該反應，並用自發裂變作出探測。探測到的幾次短期自發裂變活動證明了𨭆原子核的生成。

### 待證實的同位素
277bHs
同位素277Hs曾在一次自發裂變事件中被觀察到，其半衰期為較長的11分鐘左右。在281Ds的大部分衰變過程中都未能探測到該同位素，其唯一一次被探測到是在同質異構核281bDs的未經証實的一次衰變當中。其半衰期對基態核來說很長，因此它有可能屬於277Hs的一個同質異構核。另外在2009年，重離子研究所的團隊觀察到281aDs的α衰變分鏈產生了277Hs同位素，其後該同位素進行自發裂變，半衰期較短。測量到的半衰期接近基態同質異構核277aHs的預期值。要證實該同質異構核的存在，需進行進一步的研究。

### 撤回的同位素
273Hs
勞倫斯伯克利國家實驗室於1999年聲稱合成元素118，反應期間出現273Hs同位素核子。他們聲稱該同位素以能量9.78及9.47 MeV進行α衰變，半衰期為1.2秒。該發現在2001年被撤回。這一同位素最終在2010年被合成，而所記錄的數據證明先前的數據是虛假的。
270Hs
根據宏觀微觀理論，Z=108質子數是變形質子幻數，連同N=162的中子殼層。這代表這種原子核的基態是永遠變形的，但其裂變位壘高而窄，造成進一步變形，因此其自發裂變部分半衰期相對較長。此區域的自發裂變半衰期比接近球體雙重幻數的原子核298114小大約109倍。這是由於裂變位壘較窄，導致以量子隧穿效應穿越位壘的機率增加。另外，根據計算，N=162中子數是變形中子幻數，因此270Hs原子核很有可能是變形雙重幻數核。Z=110的同位素271Ds及273Ds的衰變數據，說明N=162支殼層有可能為幻數。對269Hs、270Hs和271Hs的合成實驗也指出N=162是幻數閉殼層。270Hs的低衰變能量與計算的完全相符。

### Z=108變形質子殼層的證據
證明Z=108質子殼層的幻數特性的證據有以下兩點：
1. 同中子異位素自發裂變的部分半衰期變化。
2. Z=108和Z=110同中子異位素對Qα值間的大差距。

對於自發裂變，有必要測量同中子異位素核268Sg、270Hs和272Ds的半衰期。由於和鐽的這兩個同位素還是未知的，而270Hs的衰變還未經過測量，因此該方法目前能夠用來證實Z=108殼層的穩定性質。但Z=108的幻數特性可以從270Hs、271Ds及273Ds的α衰變能量間的大差距中推導出。測量272Ds的衰變能量能量後能夠得出更有力的證據。

### 同質異能核
269Hs
對269Hs的直接合成產生了三條α線，於9.21、9.10及8.94 MeV。在277112的衰變當中，只觀察到能量為9.21 MeV的269Hs的α衰變，表示該衰變源自同質異能核。要證實這一點則需進一步研究。
267Hs
已知267Hs進行α衰變，α線位於9.88、9.83和9.75 MeV，半衰期為52 ms。在合成271m,gDs的時候，觀察到額外的活動。包括一次0.94 ms，能量為9.83 MeV的α衰變，其餘還有更長的約0.8 s和約6.0 s的活動。這些活動來源現時不清，需要更多的研究得到證實。
265Hs
對265Hs的合成也證明兩個能級的存在。基態進行能量為10.30 MeV的α衰變，半衰期為2.0 ms。其同質異能態能量比基態高300 keV，進行10.57 MeV的α衰變，半衰期為0.75 ms。